# Copa Chatham 2012
La Copa Chatham 2012 fue la 85.ª edición del torneo más antiguo de fútbol en Nueva Zelanda. Incluyó a 124 equipos de todo el país y tuvo lugar entre el 12 de mayo y el 26 de agosto.
El Central United, con una base de jugadores del Auckland City, venció 6-1 en la final al Lower Hutt City y se proclamó campeón de la competición por quinta vez.

## Segunda ronda
Para ver los resultados de la primera ronda y la fase clasificatoria véase Clasificación para la Copa Chatham 2012.
La segunda ronda se jugó el 4 de junio.
| Local                     | Resultado          | Visitante               |
| ------------------------- | ------------------ | ----------------------- |
| Hibiscus Coast AFC        | 2 - 4              | Waitakere City FC       |
| Bohemian Celtic           | 1 - 2              | Onehunga Sports         |
| Waiuku                    | 2 - 6              | Three Kings United      |
| Waitemata                 | 3 - 0              | Otumoetai               |
| Papatoetoe AFC            | 2 - 1              | Lynn-Avon United        |
| Norwest United            | 0 - 8              | Birkenhead United       |
| Mount Albert-Ponsonby     | 2 - 2 (pen. 5 - 6) | Eastern Suburbs         |
| Bay Olympic               | 4 - 3              | East Coast Bays         |
| Ngongotaha                | 0 - 3              | Takapuna                |
| Hamilton Wanderers        | 8 - 0              | Papakura City           |
| North Shore United        | 1 - 2              | Manukau City            |
| Waikato Unicol            | 0 - 3              | Oratia United           |
| Whakatane Town            | 0 - 2              | Mangere United          |
| Ranui Swanson             | 0 - 3              | Melville United         |
| Westlake Boys High School | 7 - 2              | Manurewa AFC            |
| Tauranga City United      | 0 - 4              | Central United          |
| Taradale                  | 0 - 3              | Lower Hutt City         |
| Wanganui City             | 1 - 0              | Island Bay United       |
| Inglewood                 | 0 - 4              | Maycenvale United       |
| Wellington United         | 0 - 2              | Miramar Rangers         |
| Napier City Rovers        | 1 - 0              | Waterside Karori        |
| Wellington Olympic        | 2 - 4              | Stop Out                |
| New Plymouth Rangers      | 3 - 7              | Wairarapa United        |
| Upper Hutt City           | 4 - 3              | Palmerston North Marist |
| FC Nelson                 | 1 - 9              | Nelson Suburbs          |
| Cashmere Technical        | 6 - 1              | Halswell United         |
| Canterbury University     | 1 - 2              | Coastal Spirit          |
| Western AFC               | 3 - 0              | FC Twenty               |
| Northern AFC              | 0 - 1              | Otago University        |
| Queens Park               | 1 - 4              | Roslyn-Wakari           |
| Grants Braes              | 1 - 3              | Caversham AFC           |
| Dunedin Technical         | 11 - 0             | Old Boys' AFC           |

## Tercera ronda
La tercera ronda fue disputada el 23 y el 24 de junio.
| Local              | Resultado | Visitante                 |
| ------------------ | --------- | ------------------------- |
| Hamilton Wanderers | 1 - 0     | Waitemata                 |
| Onehunga Sports    | 0 - 2     | Papatoetoe AFC            |
| Manukau City       | 1 - 0     | Mangere United            |
| Eastern Suburbs    | 4 - 2     | Takapuna                  |
| Central United     | 3 - 0     | Waitakere City FC         |
| Oratia United      | 0 - 1     | Melville United           |
| Three Kings United | 2 - 0     | Bay Olympic               |
| Birkenhead United  | 2 - 0     | Westlake Boys High School |
| Lower Hutt City    | 3 - 0     | Maycenvale United         |
| Upper Hutt City    | 2 - 4     | Stop Out                  |
| Wanganui City      | 0 - 6     | Miramar Rangers           |
| Napier City Rovers | 1 - 0     | Wairarapa United          |
| Cashmere Technical | 2 - 0     | Nelson Suburbs            |
| Western AFC        | 1 - 0     | Otago University          |
| Coastal Spirit     | 0 - 2     | Dunedin Technical         |
| Caversham AFC      | 3 - 2     | Roslyn-Wakari             |

## Cuarta ronda
Los partidos tuvieron lugar entre el 7 y el 8 de julio.
| Local              | Resultado          | Visitante          |
| ------------------ | ------------------ | ------------------ |
| Three Kings United | 2 - 3              | Central United     |
| Manukau City       | 1 - 1 (pen. 4 - 3) | Papatoetoe AFC     |
| Birkenhead United  | 4 - 1              | Hamilton Wanderers |
| Melville United    | 0 - 1              | Eastern Suburbs    |
| Lower Hutt City    | 2 - 0              | Napier City Rovers |
| Miramar Rangers    | 4 - 0              | Stop Out           |
| Dunedin Technical  | 1 - 0              | Western AFC        |
| Caversham AFC      | 4 - 2              | Cashmere Technical |

## Cuartos de final
| 22 de julio de 2012 | Birkenhead United         | 2:3 (1:2) | Lower Hutt City                      | Shepherds Park, Auckland |  |
|                     | Crawford 45' · Salter 67' |           | Watson 2' · Te Anau 11' · Makoii 80' |                          |  |

| 21 de julio de 2012 | Caversham AFC                 | 3:1 (1:0) | Manukau City   | Caledonian Ground, Dunedin |  |
|                     | Hancock 35', 54' · Ridden 45' |           | Ruka 48' (pen) |                            |  |

| 21 de julio de 2012 | Miramar Rangers                                           | 5:1 (2:1) | Dunedin Technical | David Farrington Park, Wellington |  |
|                     | 4' (a.g.) · Mason-Smith 26', 84' · Fleming 77' · Rowe 87' |           | Da Costa 24'      |                                   |  |

| 21 de julio de 2012 | Central United | 2:0 (1:0) | Eastern Suburbs | Kiwitea Street, Auckland |  |
|                     | Tade 40', 49'  |           |                 |                          |  |

## Semifinales
| 5 de agosto de 2012 | Caversham AFC | 0:4 (0:1) | Lower Hutt City                                  | Caledonian Ground, Dunedin |  |
|                     |               | Reporte   | Watson 38' · Te Anau 63' · Mokaii 67' · Coad 84' |                            |  |

| 5 de agosto de 2012 | Miramar Rangers | 0:6 (0:1) | Central United                                                                        | David Farrington Park, Wellington |  |
|                     |                 | Reporte   | Tade 7' (pen), 83' (pen), 90+1' · Urlovic 57' · Dickinson 82' · Koprivcic 90+4' (pen) |                                   |  |

## Final
| 26 de agosto de 2012 | Lower Hutt City | 1:6 (0:3) | Central United                                                            | Newtown Park, Wellington |  |
|                      | Price 90+2'     |           | Tade 19' · Mulligan 23' · Dickinson 45+2', 71' · Vicelich 60' · Hicks 86' |                          |  |

| Bandera de Nueva Zelanda          |
| Campeón Central United 5.º título |